# Leibitzer János
Leibitzer János (Lőcse, 1763. június 1. – Lőcse, 1817. július 5.) kertész, pomológus.

## Életrajza
Munkácson és Szepesváralján volt tanító, de már 1798-ban visszavonult Lőcsére és kertészkedéssel foglalkozott. 
Faiskolát alapított, ahol Christ nyomán begyűjtötte a helyi fajtákat, azokat megfigyelte és a kiválóakat elszaporította. 

## Munkássága
A modern magyar pomológia megalapítója lett. Gyakorlati gyümölcstermesztési kézikönyveket írt és ezekben, de főleg Einige Obstsorten und deren Beschreibungen (Patriotisches Wochenblatt für Ungarn, Pest, 1804) című cikkében úttörő munkát végzett a magyarországi gyümölafajok leírása, gazdasági értékelése, valamint a hazai gyümölcstermesztés reformálása terén.

## Főbb munkái
- Vollständiger Gartenkalender… (Wien, 1791)
- Vollständiges Handbuch der Küchengärtnerey (Wien, 1797)
- Vollständiges Handbuch der Obstbaumzucht… (Wien, 1798)
- Praktisches Handbuch der Zwergbaumzucht… (Wien, 1804)